# Адер (округ, Кентуккі)
Шаблон:StateAbbr_ 37°07′ пн. ш. 85°17′ зх. д. / 37.11° пн. ш. 85.28° зх. д.
Округ Адер (англ. Adair County) — округ (графство) у штаті Кентуккі, США. Ідентифікатор округу 21001.

## Історія
Округ утворений 1801 року.

## Демографія
За даними перепису
2000 року
загальне населення округу становило 17244 осіб, зокрема міського населення було 4421, а сільського — 12823.
Серед мешканців округу чоловіків було 8355, а жінок — 8889. В окрузі було 6747 домогосподарств, 4801 родин, які мешкали в 7792 будинках.
Середній розмір родини становив 2,93.
Віковий розподіл населення поданий у таблиці:
| Стать    | До 15 років | 15-21 | 22-29 | 30-39 | 40-49 | 50-65 | 65-85 | Понад 85 |
| -------- | ----------- | ----- | ----- | ----- | ----- | ----- | ----- | -------- |
| Чоловіки | 1658        | 977   | 909   | 1168  | 1192  | 1417  | 942   | 92       |
| Жінки    | 1662        | 949   | 864   | 1239  | 1208  | 1488  | 1271  | 208      |

## Суміжні округи
- Тейлор — північ
- Кейсі — північний схід
- Расселл — схід
- Камберленд — південь
- Меткаф — південний захід
- Ґрін — північний захід

## Виноски
1. ↑  U.S. Decennial Census. United States Census Bureau. Архів оригіналу за 26 квітня 2015. Процитовано 11 серпня 2014.
2. ↑  Historical Census Browser. University of Virginia Library. Архів оригіналу за 11 серпня 2012. Процитовано 11 серпня 2014.
3. ↑  Population of Counties by Decennial Census: 1900 to 1990. United States Census Bureau. Архів оригіналу за 13 жовтня 2014. Процитовано 11 серпня 2014.
4. ↑  Census 2000 PHC-T-4. Ranking Tables for Counties: 1990 and 2000 (PDF). United States Census Bureau. Архів оригіналу (PDF) за 18 грудня 2014. Процитовано 11 серпня 2014.
5. ↑  State & County QuickFacts. United States Census Bureau. Архів оригіналу за 6 червня 2011. Процитовано 11 серпня 2014. [Архівовано 2011-08-06 у Wayback Machine.](англ.) Наведено за англійською вікіпедією.
6. ↑  American FactFinder. Бюро перепису населення США. Архів оригіналу за 26 лютого 2012. Процитовано 31 січня 2008. [Архівовано 2008-05-21 у Wayback Machine.]

| США | Це незавершена стаття з географії США. Ви можете допомогти проєкту, виправивши або дописавши її. |